# Falschspiel

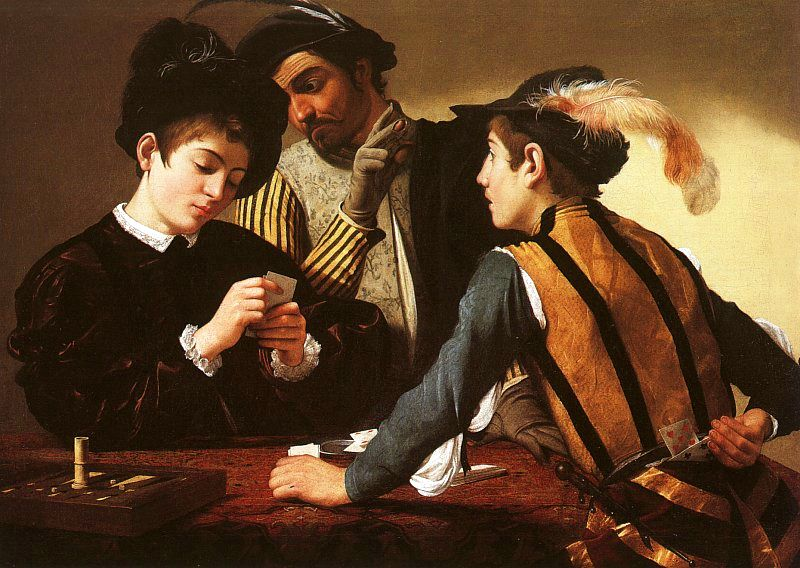
Michelangelo Merisi da Caravaggio: Die Falschspieler (Gemälde um 1594)

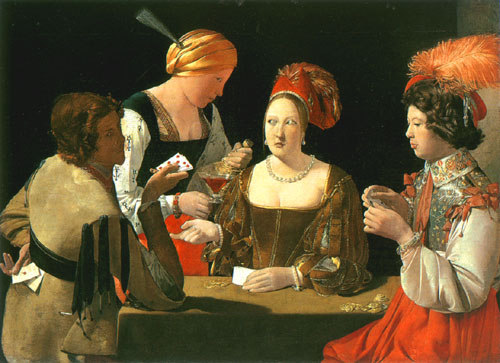
Georges de la Tour: Der Falschspieler mit dem Karo-Ass

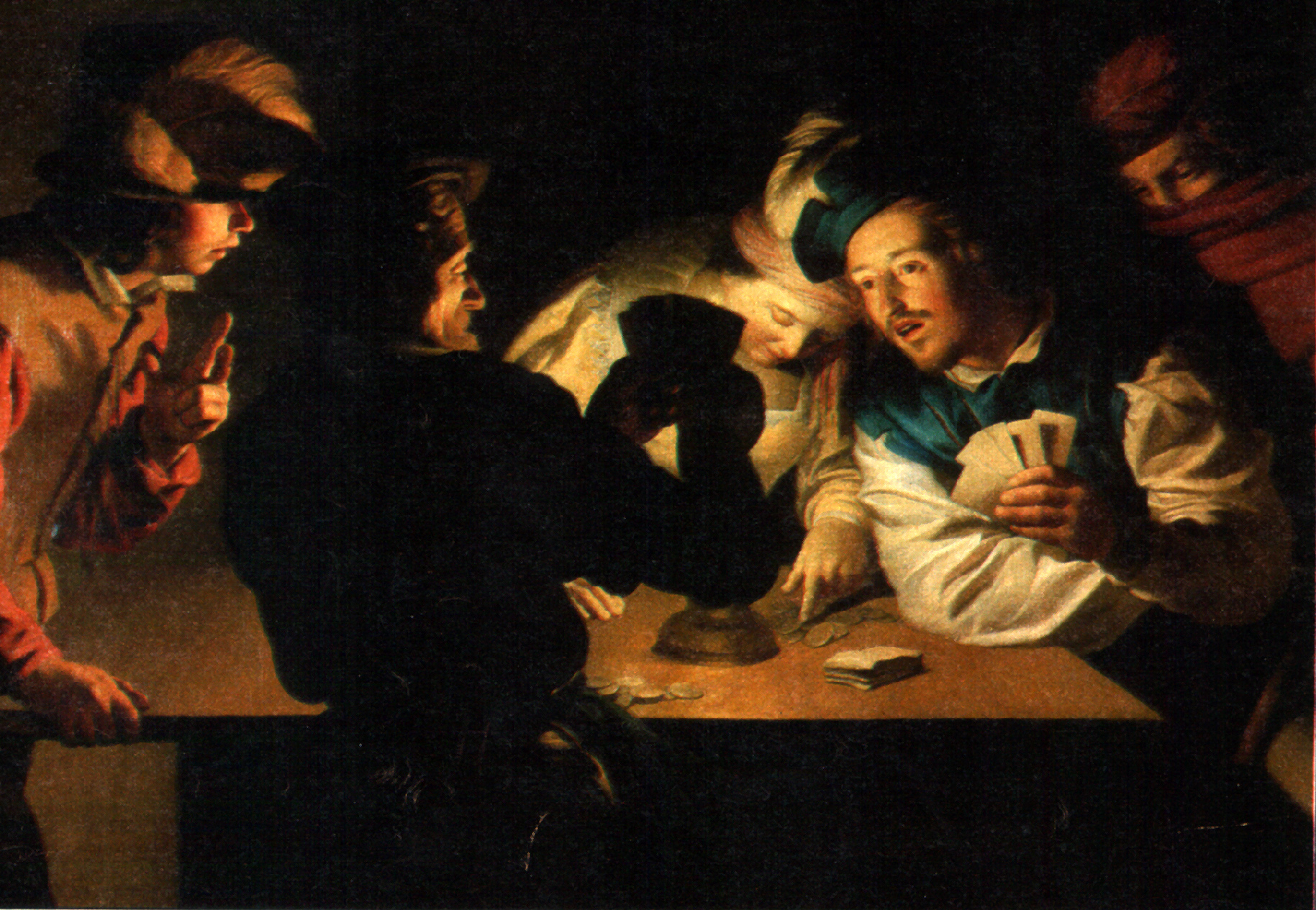
Gerrit van Honthorst: Die Falschspieler

Das Falschspiel (frz. corriger la fortune) ist eine Sonderform des Betrugs.
Falschspiel ist vermutlich so alt wie das Glücksspiel um Geld. Bereits in altägyptischen Gräbern von 3500 v. Chr. wurden manipulierte Würfel gefunden. Es ist kein Glücksspiel bekannt, bei dem nicht Manipulation praktiziert oder wenigstens versucht wurde. Die Methoden sind ausgesprochen vielfältig, raffiniert und mechanisch bisweilen sehr aufwändig.

## Verbreitete Techniken
Das Falschspiel kommt häufig bei Würfel- oder Kartenspielen vor sowie bei allen Spielen, bei denen Zufall und unvollständige Information eine Rolle spielen.
Sehr verbreitete Methoden sind:
- Vertauschen von Würfeln mit präparierten Würfeln, die aufgrund einer Asymmetrie der Form oder der Lage des Schwerpunkts andere Gewinnwahrscheinlichkeiten aufweisen
- rückenmarkierte („gezinkte“) Spielkarten
- unauffällige Spiegel („shiner“)
- Kiebitzen
- Vertauschen ganzer Kartenspiele mit speziell angeordneten Spielen („cooler“)
- Falschmischen (scheinbar authentisches, jedoch kontrolliertes Mischen)
- Falschgeben
- Signale unter heimlich verbündeten Spielern
- das nachträgliche Erhöhen bzw. Verringern des Einsatzes, nachdem das Spielergebnis bereits feststeht oder im Laufe des Spiels, abhängig davon, ob die Spielsituation vorteilhaft oder nachteilig ist (genannt la pousette (vgl. Tranby-Croft-Skandal)).
- das Verschieben eines Jetons von einer verlierenden auf eine gewinnende Chance. Z.B. Angenommen man hat beim Roulette auf Rouge gesetzt und es kommt eine ungerade schwarze Zahl, z. B. 11: Der Falschspieler verschiebt rasch den Einsatz von Rouge auf das benachbarte Einsatzfeld für Impair und wandelt seinen Verlust in einen Gewinn.

Professionelle Falschspieler wenden solche Tricks nur äußerst sparsam an, doch genügt bei den meisten Spielen bereits das vereinzelte Falschspiel, um die Gewinnwahrscheinlichkeit ganz erheblich zu verbessern:
Man denke z. B. nur an den immensen Vorteil eines Spielers beim Backgammon, dem man das Recht einräumt, zu einem gewünschten Zeitpunkt während eines Spieles die Augenzahl auf bloß einem Würfel selbst zu bestimmen.

## Reine Betrugsspiele
Manche Falschspiele existieren ausschließlich als Betrugsspiele und können in Wirklichkeit gar nicht ehrlich gespielt werden.
- Kümmelblättchen (three card monte): Drei Karten werden schnell vertauscht, wobei der Mitspieler den Eindruck gewinnt, er könne die Gewinnerkarte verfolgen.
- Hütchenspiel (three shell game): Das gleiche mit drei Nussschalen o. ä. und einer Kugel.

Bei diesen Spielen handelt es sich nicht um Glücksspiele im eigentlichen Sinne, da nicht das Glück, sondern die scheinbare Beobachtungsmöglichkeit den Spieler zum Setzen veranlasst. Hätte der Spieler tatsächlich eine Chance, wäre der Spielemacher sofort pleite. Beide Kunststücke gehören auch zum Standardrepertoire seriöser Zauberkünstler.

## Gegenmaßnahmen
Die Methoden von Falschspielern sind so zahlreich und raffiniert, dass man pauschal nur davon abraten kann, mit Fremden um Geld zu spielen.

## Bekannte Falschspieler
- Johannes Kepplinger
- Milton Franklin Andrews
- George McManus
- „Titanic Thompson“
- „The Hiker“
- „Con Baker“ (Conrad Baker)

## Bekannte Falschspielexperten
- John Scarne (1903–1985)
- Albin Neumann (1909–1990)
- Ricky Jay (1946–2018)
- Steve Forte
- Darwin Ortiz